# Listă de guvernatori ai statului Alabama, Statele Unite ale Americii
Prezenta pagină este o listă de guvernatori ai statului Alabama, de la formarea sa ca teritoriu, sub numele de Teritoriul Alabama, la 3 martie 1817 din Teritoriul Mississippi.

## Lista de guvernatori

### Guvernatorii teritoriului Alabama
| Nume               | Partid politic      | Mandat                            |
| ------------------ | ------------------- | --------------------------------- |
| William Wyatt Bibb | Democrat-republican | 6 martie 1817 - 14 decembrie 1819 |

### Guvernatorii statului Alabama
Statul Alabama a fost admis in Uniune la 14 decembrie 1819.
| #   | Nume                         | Partid politic       | Mandat                                |
| --- | ---------------------------- | -------------------- | ------------------------------------- |
| 01. | William Wyatt Bibb           | Democrat-Republican  | 14 decembrie 1817 - 10 iulie 1820     |
| 02. | Thomas Bibb                  | Democrat-Republican  | 10 iulie 1820 – 9 noiembrie 1821      |
| 03. | Israel Pickens               | Democrat-Republican  | 9 noiembrie 1821 – 25 noiembrie 1825  |
| 04. | John Murphy                  | Democrat-Republican  | 25 noiembrie 1825 – 25 noiembrie 1829 |
| 05. | Gabriel Moore                | Democrat             | 25 noiembrie 1829 – 3 martie 1831     |
| 06. | Samuel B. Moore              | Democrat             | 3 martie 1831 – 26 noiembrie 1831     |
| 07. | John Gayle                   | Democrat             | 26 noiembrie 1831 – 21 noiembrie 1835 |
| 08. | Clement Comer Clay           | Democrat             | 21 noiembrie 1835 – 16 iulie 1837     |
| 09. | Hugh McVay                   | Democrat             | 17 iulie 1837 – 30 noiembrie 1837     |
| 10. | Arthur Pendleton Bagby       | Democrat             | 30 noiembrie 1837 – 22 noiembrie 1841 |
| 11. | Benjamin Fitzpatrick         | Democrat             | 22 noiembrie 1841 – 10 decembrie 1845 |
| 12. | Joshua Lanier Martin         | Democrat             | 10 decembrie 1845 – 6 decembrie 1847  |
| 13. | Reuben Chapman               | Democrat             | 6 decembrie 1847 – 17 decembrie 1849  |
| 14. | Henry Watkins Collier        | Democrat             | 17 decembrie 1849 – 20 decembrie 1853 |
| 15. | John Anthony Winston         | Democrat             | 20 decembrie 1853 – 1 decembrie 1857  |
| 16. | Andrew Barry Moore           | Democrat             | 1 decembrie 1857 – 2 decembrie 1861   |
| 17. | John Gill Shorter            | Democrat             | 2 decembrie 1861 – 1 decembrie 1863   |
| 18. | Thomas Hill Watts            | Democrat             | 1 decembrie 1863 – 1 mai 1865         |
| 19. | Lewis Eliphalet Parsons      | Democrat             | 21 iunie 1865 – 13 decembrie 1865     |
| 20. | Robert Miller Patton         | Democrat             | 13 decembrie 1865 – 24 iulie 1868     |
| ——  | J. Wager Swayne              | guvernator militar   | 2 martie 1867 – 14 iulie 1868         |
| 21. | William Hugh Smith           | Republican           | 24 iulie 1868 – 26 noiembrie 1870     |
| 22. | Robert B. Lindsay            | Democrat             | 26 noiembrie 1870 – 17 noiembrie 1872 |
| 23. | David P Lewis                | Republican           | 17 noiembrie 1872 – 24 noiembrie 1874 |
| 24. | George Smith Houston         | Democrat             | 24 noiembrie 1874 – 28 noiembrie 1878 |
| 25. | Rufus Willis Cobb            | Democrat             | 28 noiembrie 1878 – 1 decembrie 1882  |
| 26. | Edward Ashbury O'Neal        | Democrat             | 1 decembrie 1882 – 1 decembrie 1886   |
| 27. | Thomas Seay                  | Democrat             | 1 decembrie 1886 – 1 decembrie 1890   |
| 28. | Thomas Goode Jones           | Democrat             | 1 decembrie 1890 – 1 decembrie 1894   |
| 29. | William Calvin Oates         | Democrat             | 1 decembrie 1894 – 1 decembrie 1896   |
| 30. | Joseph Forney Johnston       | Democrat             | 1 decembrie 1896 – 1 decembrie 1900   |
| 31. | William James Samford        | Democrat             | 1 decembrie 1900 – 11 iunie 1901      |
| 32. | William Dorsey Jelks         | Democrat             | 11 iunie 1901 – 14 ianuarie 1907      |
| ——  | Russell McWorther Cunningham | Democrat (interimar) | 25 aprilie 1904 – 5 martie 1905       |
| 33. | Braxton Bragg Comer          | Democrat             | 14 ianuarie 1907 – 17 ianuarie 1911   |
| 34. | Emmett O'Neal                | Democrat             | 17 ianuarie 1911 – 18 ianuarie 1915   |
| 35. | Charles Henderson            | Democrat             | 18 ianuarie 1915 – 20 ianuarie 1919   |
| 36. | Thomas Erby Kilby            | Democrat             | 20 ianuarie 1919 – 15 ianuarie 1923   |
| 37. | William Woodward Brandon     | Democrat             | 15 ianuarie 1923 – 17 ianuarie 1927   |
| 38. | Bibb Graves                  | Democrat             | 17 ianuarie 1927 – 19 ianuarie 1931   |
| 39. | Benjamin Meek Miller         | Democrat             | 19 ianuarie 1931 – 14 ianuarie 1935   |
| 38. | Bibb Graves                  | Democrat             | 14 ianuarie 1935 – 17 ianuarie 1939   |
| 40. | Frank Murray Dixon           | Democrat             | 17 ianuarie 1939 – 19 ianuarie 1943   |
| 41. | Chauncey M. Sparks           | Democrat             | 19 ianuarie 1943 – 20 ianuarie 1947   |
| 42. | James Elisha Folsom Sr.      | Democrat             | 20 ianuarie 1947 – 15 ianuarie 1951   |
| 43. | Seth Gordon Persons          | Democrat             | 15 ianuarie 1951 – 17 ianuarie 1955   |
| 42. | James Elisha Folsom Sr.      | Democrat             | 17 ianuarie 1955 – 19 ianuarie 1959   |
| 44. | John Malcolm Patterson       | Democrat             | 19 ianuarie 1959 – 14 ianuarie 1963   |
| 45. | George Wallace               | Democrat             | 14 ianuarie 1963 – 16 ianuarie 1967   |
| 46. | Lurleen Burns Wallace        | Democrat             | 16 ianuarie 1967 – 7 mai 1968         |
| 47. | Albert Preston Brewer        | Democrat             | 7 mai 1968 – 18 ianuarie 1971         |
| 45. | George Wallace               | Democrat             | 18 ianuarie 1971 – 5 iunie 1972       |
| ——  | Jere Locke Beasley           | Democrat (interimar) | 5 iunie 1972 – 7 iulie 1972           |
| 45. | George Wallace               | Democrat             | 7 iulie 1972 – 15 ianuarie 1979       |
| 48. | Forrest Hood James Jr.       | Democrat             | 15 ianuarie 1979 – 17 ianuarie 1983   |
| 45. | George Wallace               | Democrat             | 17 ianuarie 1983 – 19 ianuarie 1987   |
| 49. | Harold Guy Hunt              | Republican           | 19 ianuarie 1987 – 22 aprilie 1993    |
| 50. | James Elisha Folsom Jr.      | Democrat             | 22 aprilie 1993 – 16 ianuarie 1995    |
| 48. | Forrest Hood James Jr.       | Republican           | 16 ianuarie 1995 – 18 ianuarie 1999   |
| 51. | Donald Eugene Siegelman      | Democrat             | 18 ianuarie 1999 – 20 ianuarie 2003   |
| 52. | Robert Riley                 | Republican           | 20 ianuarie 2003 - 17 ianuarie 2011   |
| 53. | Robert J. Bentley            | Republican           | 17 ianuarie 2011 - 10 aprilie 2017    |
| 54. | Kay Ivey                     | Republican           | 10 aprilie 2017 -                     |